# Székesfehérvár (distrikt)
Székesfehérvár är ett distrikt i Ungern. Det ligger i provinsen Fejér, i den västra delen av landet, 60 km sydväst om huvudstaden Budapest. Huvudorten är Székesfehérvár.